# Torrecilla
Torrecilla é uma montanha na província de Málaga, na Andaluzia, Espanha, com altitude de 1918 metros e proeminência topográfica de 1471 metros. É o monte mais alto da Serra de Las Nieves. Fica no município de Tolox, a sudeste de Ronda, no Parque Natural Sierra de las Nieves.

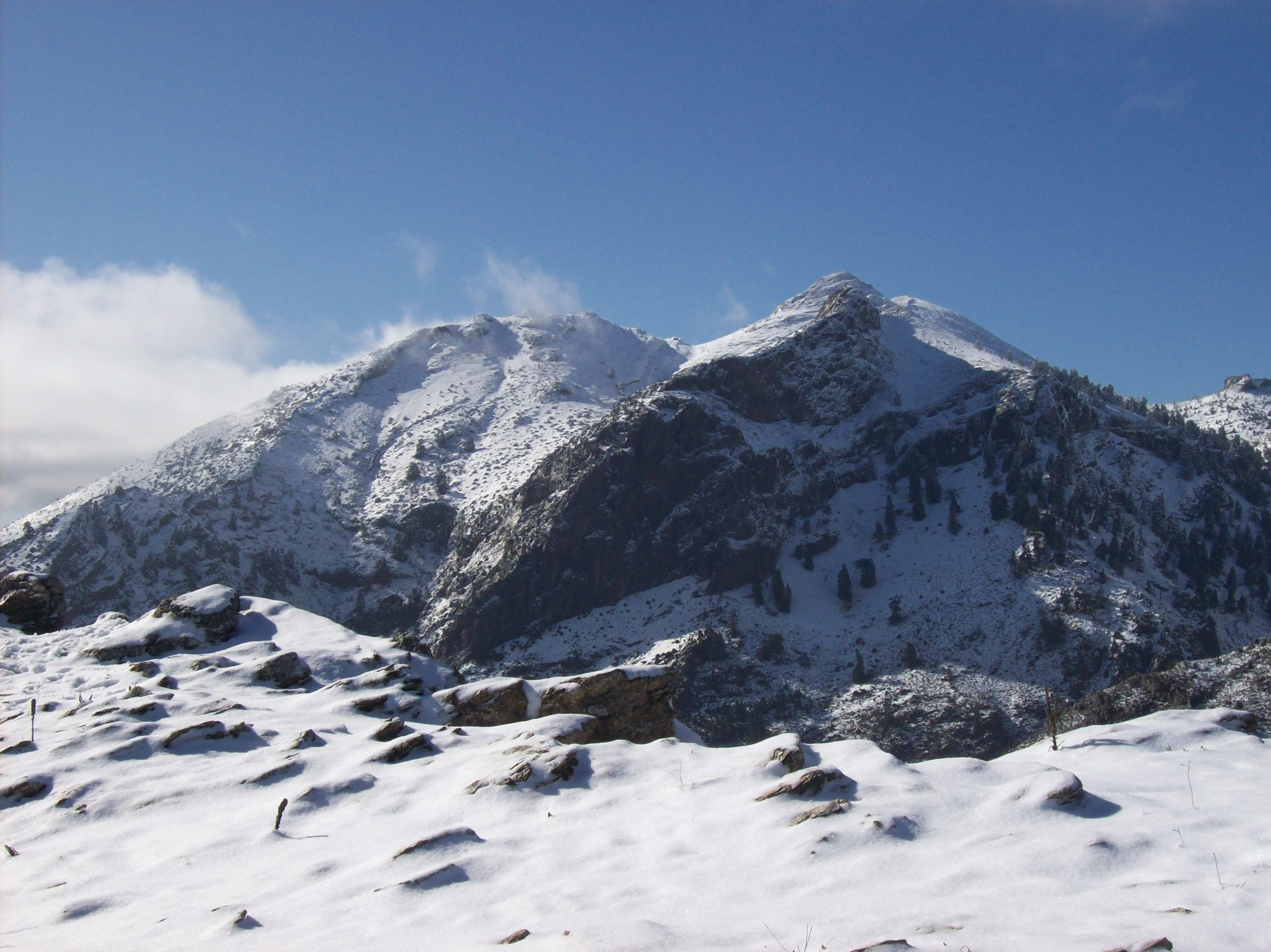
Vista do Pico Torrecilla nevado a partir de Tajo de la Caína